# Baigneaux, Loir-et-Cher

Baigneaux este o comună în departamentul Loir-et-Cher, Franța. În 1 ianuarie 2018 avea o populație de 46 de locuitori.